# Surésh Dhargalkar
Surésh Dhargalkar (né vers 1935, mort le 9 avril 2020) est un architecte britannique. Il a passé toute sa carrière au service de la monarchie britannique chargé de l'entretien des châteaux royaux, puis de la conservation de la Collection philatélique royale à partir de 1996.

## Biographie
Dhargalkar est architecte surintendant de la maison royale britannique (superintending architect to the Royal Household) des années 1970 aux années 1990. À ce poste, il aménage en 1975 la première salle de travail de la Collection philatélique royale spécialement pensée pour cette tâche. En 1992, il travaille sur les premières réparations après l'incendie du château de Windsor.
En avril 1996, le gardien de la Collection philatélique royale, Charles Goodwyn, le choisit pour l'assister dans sa tâche. N'étant pas philatéliste, il a des tâches simples : surveiller les personnes autorisées à consulter des pièces de la collection pour leurs recherches et aider le gardien dans ses démarches administratives auprès des institutions de la cour royale.
Consultant pour les questions de conservation, l'ancien architecte se révèle un organisateur d'expositions. En 2002, il accompagne aux îles Vierges britanniques soixante-douze pages d'album, dont la variété de la « Vierge disparue » d'un timbre imprimé en 1867 pour cet archipel,. Surtout, la même année, il crée l'exposition philatélique itinérante à travers le Royaume-Uni pour le jubilé d'or de la reine Élisabeth II.
En janvier 2003, alors que Michael Sefi devient gardien en remplacement de Goodwyn, Surésh Dhargalkar est promu gardien adjoint de la Collection philatélique royale.
Dhargalkar termine sa carrière à la Bibliothèque royale, à Windsor.
Membre de la Société d'exploration de l'Égypte, il aide le projet Amarna sous la direction de l'égyptologue Barry Kemp.

## Honneurs et récompenses
- Lieutenant dans l'Ordre royal de Victoria en 1992[4].

- Compagnon (Fellow) de la Royal Philatelic Society London en 2002[8].

### Sources
- Nicholas Courtney, The Queen's Stamps. The Authorised History of the Royal Philatelic Collection, éd. Methuen, 2004,  (ISBN 0413772284).